# Sapa inka
A sapa inka (jelentése: a Nap fia) volt az Inka Birodalom uralkodója, császár, akit egyenesen a napistentől származtattak és élő istenként tiszteltek.

## Története
Az Inka Birodalom egyeduralkodója, európai császár értelemben, kecsua nyelven Inca Qhapaq,  egyetlen isten, legfőbb úr. A Napisten fiának tekintették, az állam legfőbb világi és vallási vezetőjeként abszolút hatalma volt. Úgy tartották, hogy az életerejétől függ a birodalom virágzása. Mindig a sapa inkák és családtagjaik nyitották meg rituálisan az új földművelési ciklust. Az első uralkodók a Cuzco (ejtsd:cuszcó) völgy más törzsfőinek lányaival kötöttek házasságot, de a birodalomalapító Pachacutec Inka Yupanquitól kezdve saját leánytestvérüket vették feleségül, emellett számos másodfeleségük és ágyasuk is volt. A Sapa Inka szabadon választhatta ki utódát, aki új ágazatot, ún. panaqát alapított. Minden uralkodó saját palotát építtetett Cuzcóban. A palotában helyezték el az elhunyt Sapa Inka múmiáját, amelynek gondozására és az uralkodó kultuszának ápolása nemzetségének feladata volt. Fontos ünnepeken a sapa inkák szentként tisztelt múmiáit Cuzco főterére vitték, jóslatokat kértek tőlük.

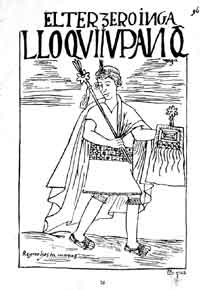
Lloque Yupanqui (c. 1260 – c. 1290), az Inka Birodalom egyik uralkodója